# 정재호 (1981년)
정재호(1981년 9월 25일 ~ )는 대한민국의 전직 스타크래프트 프로게이머이다. 종족은 저그이며 아이디는 CryStaL이다.
2001년부터 프로게이머로 활동하였으며 2003년 군 입대 문제로 은퇴하였다.
군 제대 후 프로게이머 복귀를 결심, 커리지매치에 입상 후 준프로게이머 신분을 회복하고 2006년 하반기 드래프트에서 한빛 스타즈의 1차 지명으로 입단했다.
2007년 은퇴하였다.

## 주요 기록
- 2002년 2002 NATE배 온게임넷 스타리그 8강
- 2002년 2002 SKY배 온게임넷 스타리그 16강
- 2002년 2002년 스타우트 & 배스킨라빈스배 KPGA 투어 4차리그 16강
- 2003년 KBK 제주 국제 Game Festival 2위
- 2003년 PgR21 3rd Starleague 우승
- 2006년 제23회 커리지매치 입상